# Rhinella jimi
Rhinella jimi är en groddjursart som först beskrevs av Stevaux 2002.  Rhinella jimi ingår i släktet Rhinella och familjen paddor. IUCN kategoriserar arten globalt som livskraftig. Inga underarter finns listade i Catalogue of Life.